# Шоколад із чурос

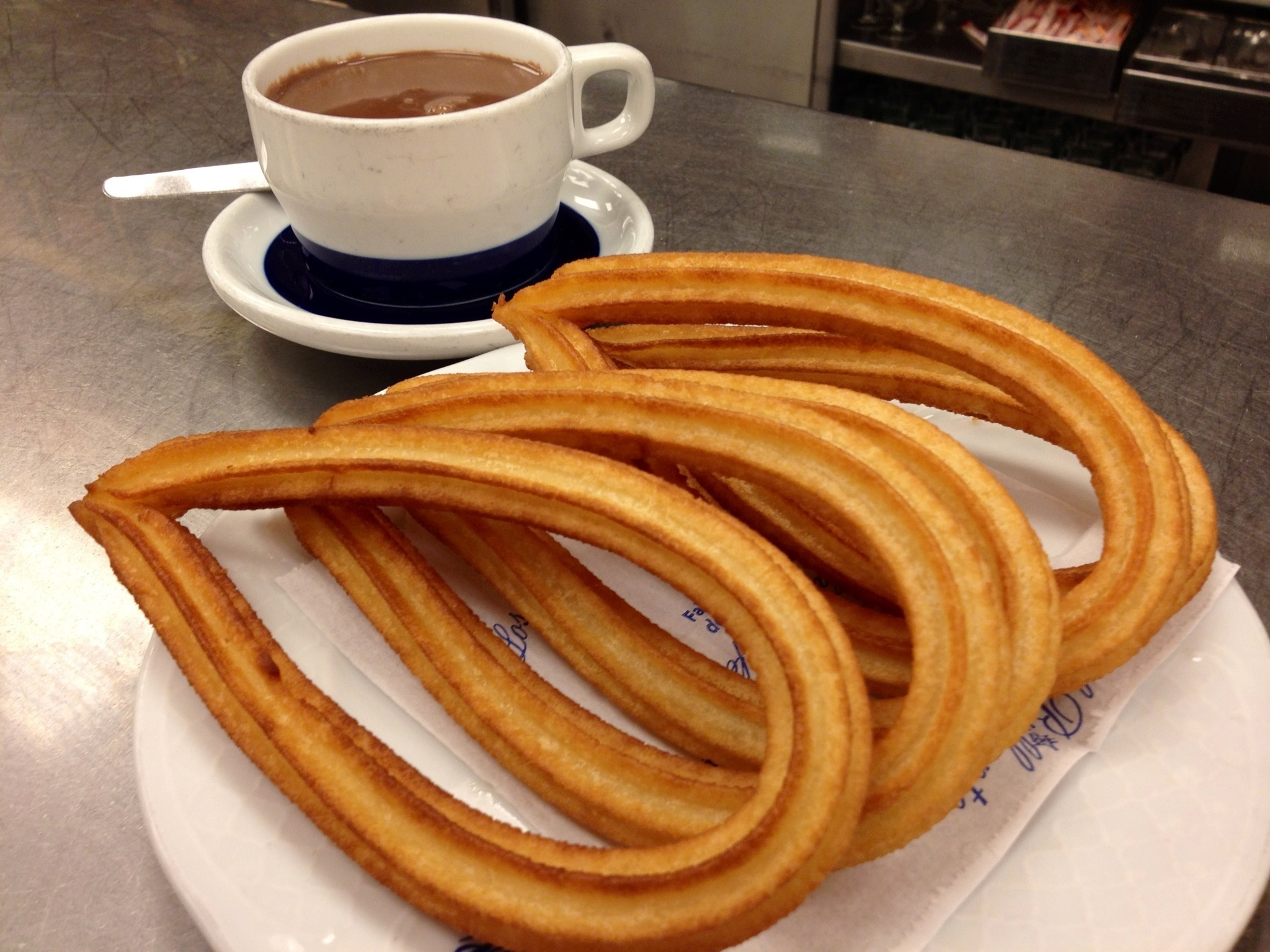
Шоколад із чурос по-мадридськи

Шоколад із чурос — десертна страва іспанської кухні, традиційний сніданок або, рідше, полуденок в Іспанії. Особливо популярна взимку. При замовленні шоколаду з чурос в Іспанії сервірують невелику чашку дуже густого завдяки додаванню кукурудзяного борошна гарячого шоколаду і 6–8 штук свіжих чурос, зазвичай гарячих на півночі країни і остиглих на півдні, до яких часто додають цукор для посипання. Чурос беруть руками і їдять, вмочивши в шоколад, що залишився, і охололий шоколад допивають як напій.
Дешеві в приготуванні чурос були популярним сніданком у Мадриді ще на початку XIX століття, ймовірно, завдяки пересувним ярмаркам. Як з'явився звичай вмочувати чурос у шоколад, достеменно невідомо. Класичний заклад, у якому готують чурос, називається чурері́я. Шоколад з чурос пропонують також бари, кав'ярні та кафе. Найвідоміший шоколад із чурос у Мадриді — шоколатерія «Сан Хінес». Іспанці зазвичай вирушають у чурерію компаніями, щоб поспілкуватися. З шоколадом та чурос проводять зустрічі з виборцями іспанські політики. Чурерії відкриваються дуже рано: раніше їхніми клієнтами о п'ятій чи шостій годині ранку були робітники. Шоколад з чурос вважають ефективним засобом для запобігання похміллю. Ажіотажний попит на шоколад із чурос спостерігається в Іспанії рано вранці 1 січня.
Традиція вмочувати чурос у шоколад притаманна не тільки іспанцям, чурос із шоколадом популярні в багатьох іспаномовних країнах Південної Америки, кафе, що пропонують цю страву, відкрилися в Японії та Індонезії.